# Jóia Rara (álbum)
Jóia Rara é um álbum de estúdio da cantora brasileira Mara Maravilha, lançado em setembro de 2005 pela Line Records.
O álbum foi produzido por Beno César e Jairinho Manhães e conta com composições da própria Mara em parceria com sua mãe Marileide Félix e Patrícia Marta. Também conta com a participação de Ludmila Ferber na música Vou continuar. 
Concorreu ao Grammy Latino 2006 na categoria Melhor álbum em língua portuguesa.

## Faixas
1. Quero te Adorar (Mara Maravilha / Marileide Félix /Patrícia Marta)
2. Vou continuar (O teu chamado) (Ludmila Ferber)
3. Folha Seca (Sérgio Correa)
4. Jóia Rara (Beno César/Solange de César)
5. Nascer da água (Mara Maravilha/Patrícia Marta/Marileide Félix)
6. Faz o teu Querer (Mara Maravilha / Marileide Félix/ Patrícia Marta)
7. Mestre (Mara Maravilha/Marileide Félix/Patrícia Marta)
8. Maior é Jesus (Ludmila Ferber)
9. Receba (Mara Maravilha/Marileide Félix/Patrícia Marta)
10. Suprema Grandeza (Mara Maravilha/Marileide Félix/Patrícia Marta)
11. O milagre Aconteceu (Mara Maravilha/Marileide Félix/Patrícia Marta)
12. Amor Imortal - Cry (Mara Maravilha / Marileide Félix / Patrícia Marta)
13. O amor é assim (Marcelo Nascimento/Henrique Nascimento)
14. Retrovisor (Beno César/Solange de César)